# Chlebiotki (gmina)
Chlebiotki (od 1973 Zawady) – dawna gmina wiejska istniejąca do 1954 roku w woj. białostockim i przejściowo w woj. warszawskim (dzisiejsze woj. podlaskie). Nazwa gminy pochodzi od wsi Chlebiotki, lecz siedzibą władz gminy były Zawady Stare.
Przez większą część okresu międzywojennego gmina Chlebiotki należała do powiatu łomżyńskiego w woj. białostockim. 1 lipca 1925 roku z części obszaru gminy Chlebiotki (oraz z gminy Kosaki-Rutki utworzono nową gminę Rutki. 1 kwietnia 1939 roku gminę Chlebiotki wraz z całym powiatem łomżyńskim przyłączono do woj. warszawskiego.
Według Powszechnego Spisu Ludności z 1921 roku gminę zamieszkiwało 6.016 osób, 5.848 było wyznania rzymskokatolickiego, 2 prawosławnego, 2 greckokatolickiego a 164 mojżeszowego. Jednocześnie 5.905 mieszkańców zadeklarowali polską przynależność narodową, 1 białoruska, 107 żydowską, 37 rosyjską, 2 litewską a 1 rosyjską. Było tu 927 budynków mieszkalnych. 
Przez krótki okres po wojnie gmina zachowała przynależność administracyjną, lecz już z dniem 18 sierpnia 1945 roku została wraz z powiatem łomżyńskim wyłączona z woj. warszawskiego i przyłączona z powrotem do woj. białostockiego. Według stanu z 1 lipca 1952 roku gmina była podzielona na 26 gromad: Chlebiotki Nowe, Chlebiotki Stare, Cibory-Chrzczony, Cibory Gołeckie, Cibory-Kołaczki, Cibory-Witki, Góra Strękowa, Grabowo Nowe, Grabowo Stare, Konopki, Konopki-Klimki, Krzewo Nowe, Krzewo-Plebanki, Krzewo Stare, Kurpiki, Łas-Toczyłowo, Maleszewo-Łynki, Maleszewo-Perkusy, Rudniki, Smolarze, Strękowa Góra, Targonie-Krytuły, Targonie Wielkie, Targonie-Wity, Włochówka, Zawady.
Gmina została zniesiona 29 września 1954 roku wraz z reformą wprowadzającą gromady w miejsce gmin. 13 listopada 1954 roku gromada Chlebiotki weszła w skład nowo utworzonego powiatu zambrowskiego. Jednostki nie przywrócono 1 stycznia 1973 roku po reaktywowaniu gmin, utworzono natomiast jej terytorialny odpowiednik, gminę Zawady w powiecie zambrowskim (od 1999 roku gmina ta należy do powiatu białostockiego).